# 8648 Салікс
8648 Салікс (8648 Salix) — астероїд головного поясу, відкритий 2 вересня 1989 року.
Тіссеранів параметр щодо Юпітера — 3,578.
Названо на честь роду рослин Верба (лат. Salix).